# 川中島 (騎馬戦)
川中島（かわなかじま）とは、福岡県北九州市地区を中心に行われる運動会競技の一つ。 俗にいう騎馬戦であるが、男子児童が行う場合は対戦相手の帽子や鉢巻を奪いあう一般的な騎馬戦とは違い、敵の騎馬に体当たりして騎馬を崩し、騎手を落馬させることで勝敗が決まる。一方、女子児童が行なう場合は帽子を取り合う。

## 由来
戦国時代の武田信玄と上杉謙信による「川中島の戦い」をモデルにしているが、実際の「川中島」がある信越地方の運動会には、川中島の競技は存在しない。なぜ、北九州市一帯にだけ伝来するのかという疑問については詳細は不明である。小倉藩主の小笠原氏の出自が甲斐国であることに由来しているという話もあるが、推測の域を出ない。なお、福岡県内の資料には1900年代に川中島という呼び名が登場している。当時は全国的に騎馬戦を源平合戦になぞらえることが多かったが、北九州市は平家が滅びた壇ノ浦に近くて思い入れが強すぎ、また川中島の戦いは決着がつかなかった点で公平な事などから川中島になったという意見がある。

## 競技様式
川中島には、様式化された戦闘方式がある。騎馬は4人1組。騎馬隊は幟を持った児童を先頭に以下の詩吟を詠唱しながら入場門を出発する。旋律は明治時代の軍歌（『道は六百八十里』ただしメロディーは『凱旋』のもの）が流用されている。1974年（昭和49年）当時の北九州市立若松小学校では川中島に参加できない低学年の児童らが音楽室に集められ、高学年の児童が口承でこの旋律を教えていた。
```
（白）いでこの度は信玄を
（紅）いでこの度は謙信を
（白）打ちはたさんと越後より
（紅）打ちはたさんと甲斐路より
（白）信濃に出でし謙信の
（紅）信濃で待ちし信玄の
（白）率いる勢は八千騎
（紅）率いる兵は二万余騎
（白）隊伍正々堂々と
（紅）川中島に出でし時
（白）秋の日は早暮れ果てて
（紅）水の音のみいや高し
（両軍）水の音のみいや高し
```

福岡市内の小学校では以下の様に一部の歌詞が異なる。
```
（白）いでこの度は信玄を
（紅）いでこの度は謙信を
（白）打ちはたさんと越後より
（紅）打ちはたさんと甲斐路より
（白）信濃に出でし謙信の
（紅）信濃に出でし信玄の
（白）率いる兵は八千騎
（紅）率いる兵は二万余騎
（白）出陣の旗堂々と
（紅）鞭の音なく粛々と
（白）犀川近くに至るとき
（紅）馬上の姿 日に映ゆる
（両軍）秋の日も早暮れ果てて
（両軍）水の音のみいと高し
```

そして、「風林火山」の旗の下に赤組（武田軍）、「毘沙門天」 の旗の下に白組（上杉軍）それぞれが、総大将の騎馬を先頭にして、整列し向かいあう。実戦に立ち会わない児童は、独特のはやし歌を歌う。
通常2戦行う。第1戦では向き合った騎馬同士が戦う一斉戦となる。騎馬同士がぶつかり合い、騎手同士の取っ組み合いが行われ、倒れたほうが負けとなる。ただし、実際には騎馬のバランスが崩れて、一方に傾いた時点で勝敗が判断される。また、その脇では、教員が騎馬に付き、落馬のショックを和らげる。「やめ！」の合図で残った騎馬の数を数え、落馬者数が少ない方が勝ちとなる。さらに、第2戦では、1対1の騎馬による勝ち抜き戦となり、大将は味方がいなくなってから戦い、大将を倒した方が勝ちとなる。第1・2戦での総合成績により武田・上杉の勝敗が決する。